# Charlottenborg

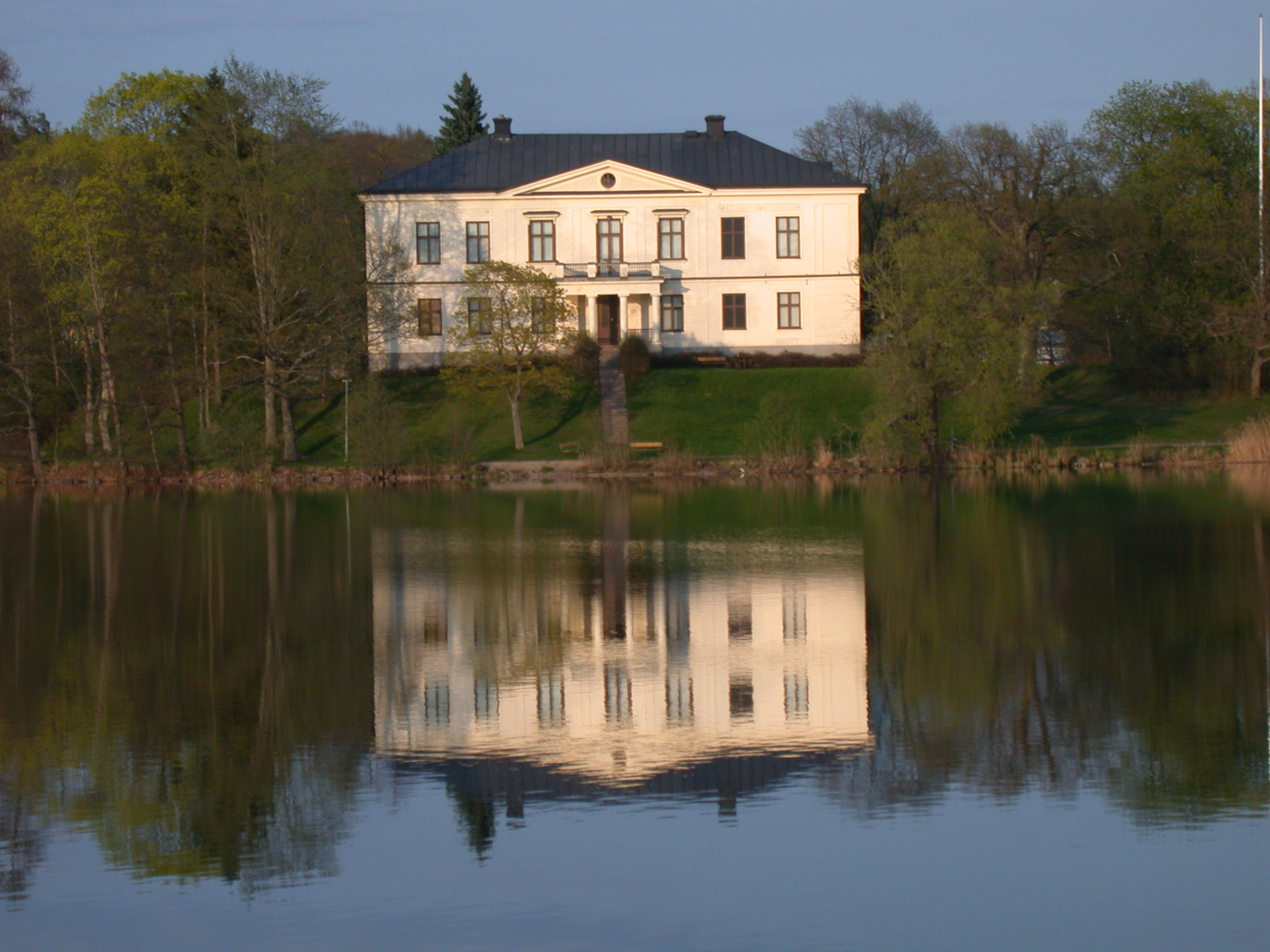
Charlottenborgs slott

Charlottenborg är en stadsdel i Motala, Motala kommun i Östergötland. Stadsdelen har fått sitt namn av Charlottenborgs slott som ligger vid Motala ström. Här ligger även Charlottenborgskyrkan, invigd på 1980-talet.  
I Charlottenborgs centrum finns bland annat matbutik, pizzeria och bensinstation. Stadsdelen präglas främst av hyreshus tillkomna under miljonprogrammet, men det finns även villabebyggelse. Skola i området är Charlottenborgsskolan (F-6). 